# Skrivering
En skrivering er en ring af plastik, der blev monteret på gammeldags magnetbånd på computerinstallationer for at tillade skrivning på båndet. Var ringen ikke monteret, kunne der ikke skrives på båndet, og det var dermed beskyttet mod utilsigtet overskrivning. Skriveringen anbragtes i en rille på bagsiden af båndets spole, inden det anbragtes i båndstationen. 